# Bassiets (Alins)
El Bassiets és una muntanya de 2.762,9 metres d'altitud que es troba en el límit dels termes municipals de les Valls de Valira, a la comarca de l'Alt Urgell, i d'Alins, a la comarca del Pallars Sobirà, en l'àmbit del poble de Tor.
És molt al sud de Tor, a l'extrem meridional de la serra de Bassiets, a migdia de la capçalera del barranc de Bords. Està situat a ponent de la Torre de Cabús i al nord-est del pic de Salòria.
A més, al País Valencià, el topònim 'Bassiets' es repeteix almenys una vegada. Concretament s'hi troba el barranc de Bassiets, situat al vessant oest de la Serra de la Safor, TM. de l'Orxa, demarcació d'Alacant.